# Pré-Alpes de Digne
Os Pré-Alpes de Dignet  (em francês:   Préalpes de Digne) é um  maciço que faz parte dos Alpes Ocidentais na sua secção da Alpes da Provença e se encontra no departamento francês dos Alpes Marítimos e dos Alpes da Alta Provença, região de Provença-Alpes-Costa Azul. O ponto mais alto é do Cheval Blanc com 2.323 m .

## Geografia
Composta por rocha sedimentar, o maciço estende-se em volta de Digne-les-Bains, entre o Rio Durance  a  Norte e a Leste, e pelo Desfiladeiro do Verdon a Sul.
A Nordete encontra-se o Maciço des Trois-Évêchés, as Sudeste os Pré-Alpes de Castellane, e a Oeste pelos Montes de Vaucluse.

## SOIUSA
A Subdivisão Orográfica Internacional Unificada do Sistema Alpino (SOIUSA) criada em 2005, dividiu os Alpes em duas grandes partes:Alpes Ocidentais e Alpes Orientais, separados pela linha formada pelo  Rio Reno - Passo de Spluga - Lago de Como - Lago de Lecco.
Os Alpes de Provença, Pré-Alpes de Digne, Pré-Alpes de Grasse, e os Pré-Alpes de Vaucluse formam os Alpes e Pré-Alpes da Provença.

### Classificação  SOIUSA
Segundo a SOIUSA este acidente orográfico chama-se  Pré-Alpes de Digne e é uma Sub-secção alpina  com a seguinte classificação:
- Parte = Alpes Ocidentais
- Grande sector alpino = Alpes Ocidentais-Sul
- Secção alpina = Alpes e Pré-Alpes da Provença
- Sub-secção alpina = Pré-Alpes de Digne
- Código = I/A-3.II